# The Courier-Mail
O The Courier-Mail é um jornal de Brisbane, na Austrália. É publicado em formato tablóide, de segunda a sábado.